# Cerithiopsis cinereoflava
Cerithiopsis cinereoflava is een slakkensoort uit de familie van de Cerithiopsidae. De wetenschappelijke naam van de soort is voor het eerst geldig gepubliceerd in 1876 door Mörch.